# Giancarlo Baghetti
Giancarlo Baghetti (25 de dezembro de 1934 – 27 de novembro de 1995) foi um automobilista italiano de Fórmula 1.
Conquistou sua única vitória (ocorrida em sua estreia na categoria) e somou 14 pontos no campeonato, tendo participado da Fórmula 1 entre 1961 até 1967. Pilotou pelas equipes Ferrari, Lotus e Brabham.